# 葉清榮
葉清榮（1915年—1994年）馬來西亞華人。足球運動員，司職左翼，曾經代表中華民國參加1948年倫敦奧運會足球比賽，成為馬來西亞史上第一個參加奧運會的馬來西亞人。
在馬來西亞國內足球比賽中，葉清榮曾任檳城足球隊隊長，帶領檳城足球隊贏得1953年、1954年、1958年馬來西亞杯。